# Az Amerikai Egyesült Államok az 1952. évi téli olimpiai játékokon
Az Amerikai Egyesült Államok a norvégiai Oslóban megrendezett 1952. évi téli olimpiai játékok egyik részt vevő nemzete volt. Az országot az olimpián 8 sportágban 66 sportoló képviselte, akik összesen 11 érmet szereztek.

## Érmesek
| Érem  | Versenyző | Sportág        | Versenyszám          |
| ----- | --- | -------------- | -------------------- |
| Arany | Andrea Mead-Lawrence | Alpesisí       | Női műlesiklás       |
| Arany | Andrea Mead-Lawrence | Alpesisí       | Női óriás-műlesiklás |
| Arany | Ken Henry | Gyorskorcsolya | Férfi 500 m          |
| Arany | Dick Button | Műkorcsolya    | Férfi egyéni         |
| Ezüst | Stanley Benham Patrick Martin | Bob            | Férfi kettes         |
| Ezüst | James Atkinson Stanley Benham Howard Crossett Patrick Martin | Bob            | Férfi négyes         |
| Ezüst | Don McDermott | Gyorskorcsolya | Férfi 500 m          |
| Ezüst | Nemzeti válogatott Alfred Van Allen André Gambucci Arnold Oss Clifford Harrison Donald Whiston Gerald Kilmartin James Sedin John Mulhern John Noah Joseph Czarnota Kenneth Yackel Leonard Ceglarski Richard Desmond Robert Rompre Ruben Bjorkman | Jégkorong      | Férfi                |
| Ezüst | Tenley Albright | Műkorcsolya    | Női egyéni           |
| Ezüst | Karol Kennedy Peter Kennedy | Műkorcsolya    | Páros                |
| Bronz | James Grogan | Műkorcsolya    | Férfi egyéni         |

## Alpesisí
Férfi
| Versenyző         | Versenyszám      | 1. futam | 1. futam | 2. futam | 2. futam | Összesítés | Összesítés |
| Versenyző         | Versenyszám      | Idő      | Hely.    | Idő      | Hely.    | Idő        | Helyezés   |
| ----------------- | ---------------- | -------- | -------- | -------- | -------- | ---------- | ---------- |
| Bill Beck         | Lesiklás         |          |          |          |          | 2:33,3     | 5.         |
| Dick Buek         | Lesiklás         |          |          |          |          | 2:39,1     | 12.        |
| Brooks Dodge, Jr. | Lesiklás         |          |          |          |          | 2:52,2     | 32.*       |
| Brooks Dodge, Jr. | Műlesiklás       | 1:01,4   | 8.*      | 1:03,3   | 11.      | 2:04,7     | 9.         |
| Brooks Dodge, Jr. | Óriás-műlesiklás |          |          |          |          | 2:32,6     | 6.*        |
| David Lawrence    | Óriás-műlesiklás |          |          |          |          | 2:48,6     | 35.        |
| Jack Nagel        | Műlesiklás       | 1:07,3   | 35.      | kiesett  | kiesett  | kiesett    | kiesett    |
| Jack Nagel        | Óriás-műlesiklás |          |          |          |          | 2:42,0     | 29.        |
| Jack Reddish      | Lesiklás         |          |          |          |          | 2:41,5     | 14.*       |
| Jack Reddish      | Műlesiklás       | 1:02,5   | 13.      | 1:06,5   | 23.      | 2:09,0     | 17.        |
| Jack Reddish      | Óriás-műlesiklás |          |          |          |          | 2:39,5     | 24.*       |
| Darrell Robison   | Műlesiklás       | 1:05,1   | 25.      | 1:05,1   | 18.      | 2:10,2     | 22.        |

Női
| Versenyző            | Versenyszám      | 1. futam | 1. futam | 2. futam | 2. futam | Összesítés | Összesítés |
| Versenyző            | Versenyszám      | Idő      | Hely.    | Idő      | Hely.    | Idő        | Helyezés   |
| -------------------- | ---------------- | -------- | -------- | -------- | -------- | ---------- | ---------- |
| Jannette Burr        | Lesiklás         |          |          |          |          | kizárták   | kizárták   |
| Jannette Burr        | Műlesiklás       | 1:11,2   | 19.      | 1:09,3   | 15.      | 2:20,5     | 15.        |
| Jannette Burr        | Óriás-műlesiklás |          |          |          |          | 2:19,2     | 22.        |
| Andrea Mead-Lawrence | Lesiklás         |          |          |          |          | 1:55,3     | 17.        |
| Andrea Mead-Lawrence | Műlesiklás       | 1:07,2   | 4.       | 1:03,4   | 1.       | 2:10,6     |            |
| Andrea Mead-Lawrence | Óriás-műlesiklás |          |          |          |          | 2:06,8     |            |
| Imogene Opton        | Műlesiklás       | 1:07,4   | 5.*      | 1:06,7   | 5.       | 2:14,1     | 5.         |
| Imogene Opton        | Óriás-műlesiklás |          |          |          |          | 2:15,8     | 15.        |
| Katy Rodolph         | Lesiklás         |          |          |          |          | 1:57,4     | 23.        |
| Katy Rodolph         | Műlesiklás       | 1:17,6   | 31.      | 1:06,4   | 4.       | 2:24,0     | 21.        |
| Katy Rodolph         | Óriás-műlesiklás |          |          |          |          | 2:11,7     | 5.         |
| Betty Weir           | Lesiklás         |          |          |          |          | 1:55,7     | 19.        |

* - egy másik versenyzővel azonos eredményt ért el

## Bob
| Versenyző                                                     | Versenyszám | 1. futam | 1. futam | 2. futam | 2. futam | 3. futam | 3. futam | 4. futam | 4. futam | Összesítés | Összesítés |
| Versenyző                                                     | Versenyszám | Idő      | Hely.    | Idő      | Hely.    | Idő      | Hely.    | Idő      | Hely.    | Idő        | Helyezés   |
| ------------------------------------------------------------- | ----------- | -------- | -------- | -------- | -------- | -------- | -------- | -------- | -------- | ---------- | ---------- |
| Stanley Benham Patrick Martin                                 | Kettes      | 1:22,03  | 2.       | 1:22,12  | 2.       | 1:21,21  | 2.       | 1:21,53  | 3.       | 5:26,89    |            |
| Frederick Fortune John L. Helmer                              | Kettes      | 1:23,46  | 7.       | 1:24,48  | 8.       | 1:23,15  | 7.       | 1:22,73  | 5.       | 5:33,82    | 7.         |
| Stanley Benham Patrick Martin Howard Crossett James Atkinson  | Négyes      | 1:17,44  | 2.       | 1:17,78  | 2.       | 1:16,72  | 2.       | 1:18,54  | 4.       | 5:10,48    |            |
| James Bickford Hubert Miller Maurice R. Severino Joseph Scott | Négyes      | 1:19,13  | 8.       | 1:19,97  | 11.      | 1:19,49  | 11.      | 1:21,09  | 11.      | 5:19,68    | 9.         |

* - egy másik csapattal azonos eredményt ért el

## Északi összetett
| Versenyző             | Síugrás  | Síugrás  | Síugrás  | Síugrás  | Síugrás  | Síugrás  | Síugrás | Síugrás | Sífutás       | Sífutás       | Sífutás       | Összesítés | Összesítés |
| Versenyző             | 1. ugrás | 1. ugrás | 2. ugrás | 2. ugrás | 3. ugrás | 3. ugrás | Össz.   | Össz.   | Sífutás       | Sífutás       | Sífutás       | Összesítés | Összesítés |
| Versenyző             | Távolság | Pont     | Távolság | Pont     | Távolság | Pont     | Pont    | Hely.   | Idő           | Pont          | Hely.         | Pont       | Helyezés   |
| --------------------- | -------- | -------- | -------- | -------- | -------- | -------- | ------- | ------- | ------------- | ------------- | ------------- | ---------- | ---------- |
| John Caldwell         | 57,5     | 59,0     | 57,5     | (57,5)   | 58,0     | 87,5     | 146,5   | 25.     | 1:25:42       | 155,273       | 22.           | 301,773    | 22.        |
| Theodore Farwell, Jr. | 60,0     | 99,0     | 59,5     | (93,5)   | 60,0     | 97,0     | 196,0   | 13.     | 1:11:54       | 205,454       | 13.           | 401,454    | 11.        |
| Tom Jacobs            | 57,0     | 90,5     | 56,5     | (55,5)   | 56,0     | 89,0     | 179,5   | 21.     | 1:16:43       | 187,939       | 19.           | 367,439    | 21.        |
| Paul Wegeman          | 58,5     | 93,0     | 58,5     | 94,0     | 59,5     | (60,5)   | 187,0   | 18.     | nem ért célba | nem ért célba | nem ért célba | kiesett    | kiesett    |

## Gyorskorcsolya
| Versenyző        | Versenyszám | Eredmény       | Helyezés       |
| ---------------- | ----------- | -------------- | -------------- |
| Al Broadhurst    | 5000 m      | 9:09,2         | 34.            |
| Al Broadhurst    | 10 000 m    | 18:44,2        | 25.            |
| Chuck Burke      | 5000 m      | 9:06,4         | 33.            |
| Chuck Burke      | 10 000 m    | 19:07,1        | 27.            |
| Bobby Fitzgerald | 500 m       | 44,9           | 15.*           |
| Ken Henry        | 500 m       | 43,2           |                |
| Ken Henry        | 1500 m      | 2:25,0         | 17.            |
| Ken Henry        | 5000 m      | 8:59,9         | 29.            |
| Don McDermott    | 500 m       | 43,9           |                |
| Don McDermott    | 1500 m      | 2:28,8         | 28.            |
| Pat McNamara     | 1500 m      | 2:25,5         | 18.            |
| Pat McNamara     | 5000 m      | 8:53,4         | 24.            |
| Pat McNamara     | 10 000 m    | 18:08,7        | 16.            |
| Johnny Werket    | 500 m       | 44,5           | 11.            |
| Johnny Werket    | 1500 m      | 2:24,3         | 12.*           |
| Johnny Werket    | 10 000 m    | nem ért célba~ | nem ért célba~ |

* - egy másik versenyzővel azonos eredményt ért el

~ - a futam során elesett

## Jégkorong
| Amerikai férfi jégkorongcsapat-játékoskeret                                               | Amerikai férfi jégkorongcsapat-játékoskeret                                    | Amerikai férfi jégkorongcsapat-játékoskeret                                        |
| ----------------------------------------------------------------------------------------- | ------------------------------------------------------------------------------ | ---------------------------------------------------------------------------------- |
| - Ruben Bjorkman - Leonard Ceglarski - Joseph Czarnota - Richard Desmond - André Gambucci | - Clifford Harrison - Gerald Kilmartin - John Mulhern - John Noah - Arnold Oss | - Robert Rompre - James Sedin - Alfred Van Allen - Donald Whiston - Kenneth Yackel |

### Eredmények
| 1952. február 15. | Norvégia (NOR) | 2 – 3 (1–0, 0–2, 1–1) | Egyesült Államok | Oslo |

|  |  |  |  |  |
|  |  |  |  |  |
|  |  |  |  |  |
|  |  |  |  |  |

| 1952. február 16. | Egyesült Államok (USA) | 8 – 2 (1–0, 3–1, 4–1) | Németország | Oslo |

|  |  |  |  |  |
|  |  |  |  |  |
|  |  |  |  |  |
|  |  |  |  |  |

| 1952. február 18. | Egyesült Államok (USA) | 8 – 2 (1–0, 6–0, 1–2) | Finnország | Oslo |

|  |  |  |  |  |
|  |  |  |  |  |
|  |  |  |  |  |
|  |  |  |  |  |

| 1952. február 19. | Egyesült Államok (USA) | 8 – 2 (4–1, 3–0, 1–1) | Svájc | Oslo |

|  |  |  |  |  |
|  |  |  |  |  |
|  |  |  |  |  |
|  |  |  |  |  |

| 1952. február 21. | Egyesült Államok (USA) | 2 – 4 (0–1, 0–0, 2–3) | Svédország | Oslo |

|  |  |  |  |  |
|  |  |  |  |  |
|  |  |  |  |  |
|  |  |  |  |  |

| 1952. február 22. | Egyesült Államok (USA) | 5 – 3 (1–0, 2–0, 2–3) | Lengyelország | Oslo |

|  |  |  |  |  |
|  |  |  |  |  |
|  |  |  |  |  |
|  |  |  |  |  |

| 1952. február 23. | Egyesült Államok (USA) | 6 – 3 (2–1, 4–0, 0–2) | Csehszlovákia | Oslo |

|  |  |  |  |  |
|  |  |  |  |  |
|  |  |  |  |  |
|  |  |  |  |  |

| 1952. február 24. | Kanada (CAN) | 3 – 3 (2–0, 1–2, 0–1) | Egyesült Államok | Oslo |

|  |  |  |  |  |
|  |  |  |  |  |
|  |  |  |  |  |
|  |  |  |  |  |

Végeredmény
| Csapat                 | M | Gy | D | V | G+ | G– | Gk  | P   |
| ---------------------- | - | -- | - | - | -- | -- | --- | --- |
| Kanada (CAN)           | 8 | 7  | 1 | 0 | 71 | 14 | +57 | 15  |
| Egyesült Államok (USA) | 8 | 6  | 1 | 1 | 43 | 21 | +22 | 13  |
| Svédország (SWE)       | 8 | 6  | 0 | 2 | 48 | 19 | +29 | 12* |
| Csehszlovákia (TCH)    | 8 | 6  | 0 | 2 | 47 | 18 | +29 | 12* |
| Svájc (SUI)            | 8 | 4  | 0 | 4 | 40 | 40 | 0   | 8   |
| Lengyelország (POL)    | 8 | 2  | 1 | 5 | 21 | 56 | –35 | 5   |
| Finnország (FIN)       | 8 | 2  | 0 | 6 | 21 | 60 | –39 | 4   |
| Németország (GER)      | 8 | 1  | 1 | 6 | 21 | 53 | –32 | 3   |
| Norvégia (NOR)         | 8 | 0  | 0 | 8 | 15 | 46 | –31 | 0   |

* - Svédország és Csehszlovákia nyolc mérkőzés után egyenlő pontszámmal és gólkülönbséggel állt a harmadik helyen, ezért helyosztó mérkőzésre került sor, amelyet Svédország nyert meg 5–3-ra.
| Csapat           | Helyezés |
| ---------------- | -------- |
| Egyesült Államok |          |

## Műkorcsolya
| Versenyző                        | Versenyszám  | Kötelező elemek   | Kötelező elemek | Kűr               | Kűr   | Összesítés                     | Összesítés                     | Összesítés                     | Összesítés                     | Összesítés                     | Összesítés                     | Összesítés                     | Összesítés                     | Összesítés                     | Összesítés        | Összesítés  | Összesítés | Összesítés |
| Versenyző                        | Versenyszám  | Kötelező elemek   | Kötelező elemek | Kűr               | Kűr   | Helyezési pontszámok bírónként | Helyezési pontszámok bírónként | Helyezési pontszámok bírónként | Helyezési pontszámok bírónként | Helyezési pontszámok bírónként | Helyezési pontszámok bírónként | Helyezési pontszámok bírónként | Helyezési pontszámok bírónként | Helyezési pontszámok bírónként | Több. hely. száma | Hely. össz. | Pont       | Helyezés   |
| Versenyző                        | Versenyszám  | Több. hely. száma | Hely.           | Több. hely. száma | Hely. | 1                              | 2                              | 3                              | 4                              | 5                              | 6                              | 7                              | 8                              | 9                              | Több. hely. száma | Hely. össz. | Pont       | Helyezés   |
| -------------------------------- | ------------ | ----------------- | --------------- | ----------------- | ----- | ------------------------------ | ------------------------------ | ------------------------------ | ------------------------------ | ------------------------------ | ------------------------------ | ------------------------------ | ------------------------------ | ------------------------------ | ----------------- | ----------- | ---------- | ---------- |
| Dick Button                      | Férfi egyéni | 9×1+              | 1.              | 9×1+              | 1.    | 1,0                            | 1,0                            | 1,0                            | 1,0                            | 1,0                            | 1,0                            | 1,0                            | 1,0                            | 1,0                            | 9×1+              | 9,0         | 1730,3     |            |
| James Grogan                     | Férfi egyéni | 6×3+              | 3.              | 8×2+              | 2.    | 2,0                            | 3,0                            | 3,0                            | 3,0                            | 3,0                            | 2,0                            | 3,0                            | 2,0                            | 3,0                            | 9×3+              | 24,0        | 1627,4     |            |
| Hayes Alan Jenkins               | Férfi egyéni | 6×5+              | 5.              | 8×3+              | 3.    | 3,0                            | 5,0                            | 5,0                            | 5,0                            | 5,0                            | 5,0                            | 4,0                            | 3,0                            | 5,0                            | 9×5+              | 40,0        | 1571,3     | 4.         |
| Tenley Albright                  | Női egyéni   | 6×2+              | 2.              | 8×3+              | 3.    | 1,0                            | 1,0                            | 3,0                            | 5,0                            | 2,0                            | 2,0                            | 3,0                            | 2,0                            | 3,0                            | 5×2+              | 22,0        | 1432,2     |            |
| Sonya Klopfer                    | Női egyéni   | 6×4+              | 3.              | 9×6+              | 5.    | 2,0                            | 5,0                            | 4,0                            | 4,0                            | 3,0                            | 4,0                            | 4,0                            | 5,0                            | 5,0                            | 6×4+              | 36,0        | 1391,7     | 4.         |
| Virginia Baxter                  | Női egyéni   | 5×8+              | 8.              | 5×1+              | 1.    | 5,0                            | 4,0                            | 7,0                            | 9,0                            | 5,0                            | 6,0                            | 7,0                            | 3,0                            | 4,0                            | 5×5+              | 50,0        | 1369,9     | 5.         |
| Karol Kennedy Peter Kennedy      | Páros        |                   |                 |                   |       | 2,0                            | 1,0                            | 1,0                            | 2,0                            | 2,0                            | 2,0                            | 1,5                            | 3,0                            | 3,0                            | 7×2+              | 17,5        | 100,6      |            |
| Janet Gerhauser John Nightingale | Páros        |                   |                 |                   |       | 6,0                            | 6,0                            | 6,0                            | 5,0                            | 7,0                            | 6,0                            | 4,0                            | 6,0                            | 8,0                            | 7×6+              | 54,0        | 92,6       | 6.         |

## Sífutás
Férfi
| Versenyző                                                           | Versenyszám     | Eredmény | Helyezés |
| ------------------------------------------------------------------- | --------------- | -------- | -------- |
| Wendell Broomhall                                                   | 18 km           | 1:14:06  | 57.      |
| John Burton                                                         | 18 km           | 1:16:47  | 67.      |
| John Caldwell                                                       | 18 km           | 1:25:42  | 73.      |
| Theodore Farwell, Jr.                                               | 18 km           | 1:11:54  | 43.*     |
| George Hovland, Jr.                                                 | 18 km           | 1:18:05  | 71.      |
| Tom Jacobs                                                          | 18 km           | 1:16:43  | 66.      |
| Robert Pidacks                                                      | 18 km           | 1:18:25  | 72.      |
| George Hovland John C. Burton Theodore A. Farwell Wendell Broomhall | 4 × 10 km váltó | 2:53:28  | 12.      |

* - egy másik versenyzővel azonos eredményt ért el

## Síugrás
| Versenyző     | 1. ugrás | 1. ugrás | 1. ugrás | 2. ugrás | 2. ugrás | 2. ugrás | Összesítés | Összesítés |
| Versenyző     | Távolság | Pont     | Hely.    | Távolság | Pont     | Hely.    | Pont       | Helyezés   |
| ------------- | -------- | -------- | -------- | -------- | -------- | -------- | ---------- | ---------- |
| Art Devlin    | 63,5     | 104,0    | 13.      | 60,5     | 97,5     | 23.      | 201,5      | 15.        |
| Willis Olson  | 62,5     | 100,5    | 18.*     | 62,0     | 93,0     | 31.*     | 193,5      | 22.        |
| Art Tokle     | 62,5     | 100,5    | 18.*     | 63,0     | 99,0     | 20.      | 199,5      | 18.*       |
| Keith Wegeman | 62,5     | 102,0    | 16.      | 61,5     | 102,5    | 11.*     | 204,5      | 12.*       |

* - egy másik versenyzővel azonos eredményt ért el